# Rhododendron myrtifolium
Rhododendron myrtifolium är en ljungväxtart som beskrevs av Heinrich Wilhelm Schott och Kotschy. Rhododendron myrtifolium ingår i släktet rododendron, och familjen ljungväxter. Inga underarter finns listade i Catalogue of Life.

## Bildgalleri

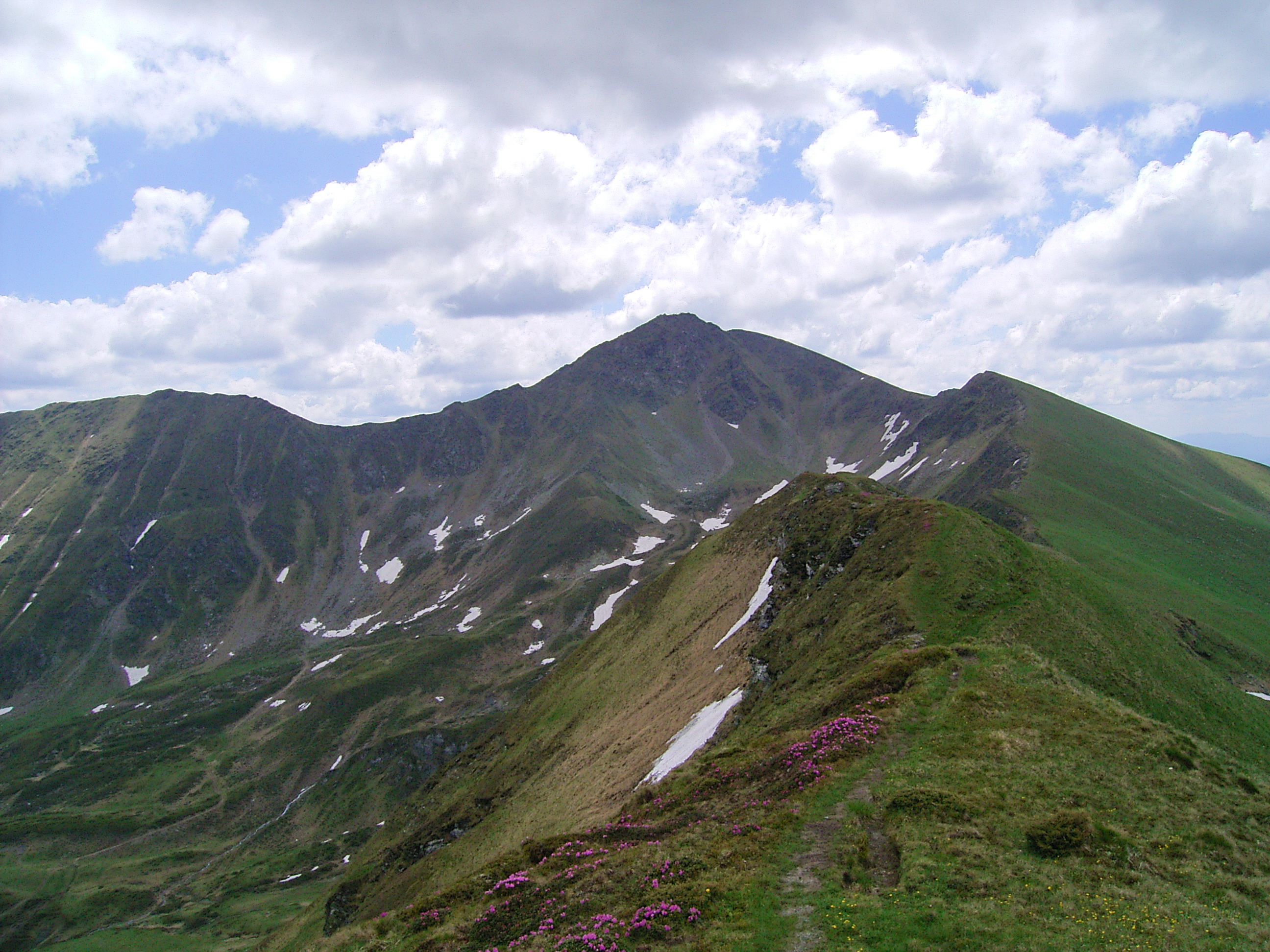
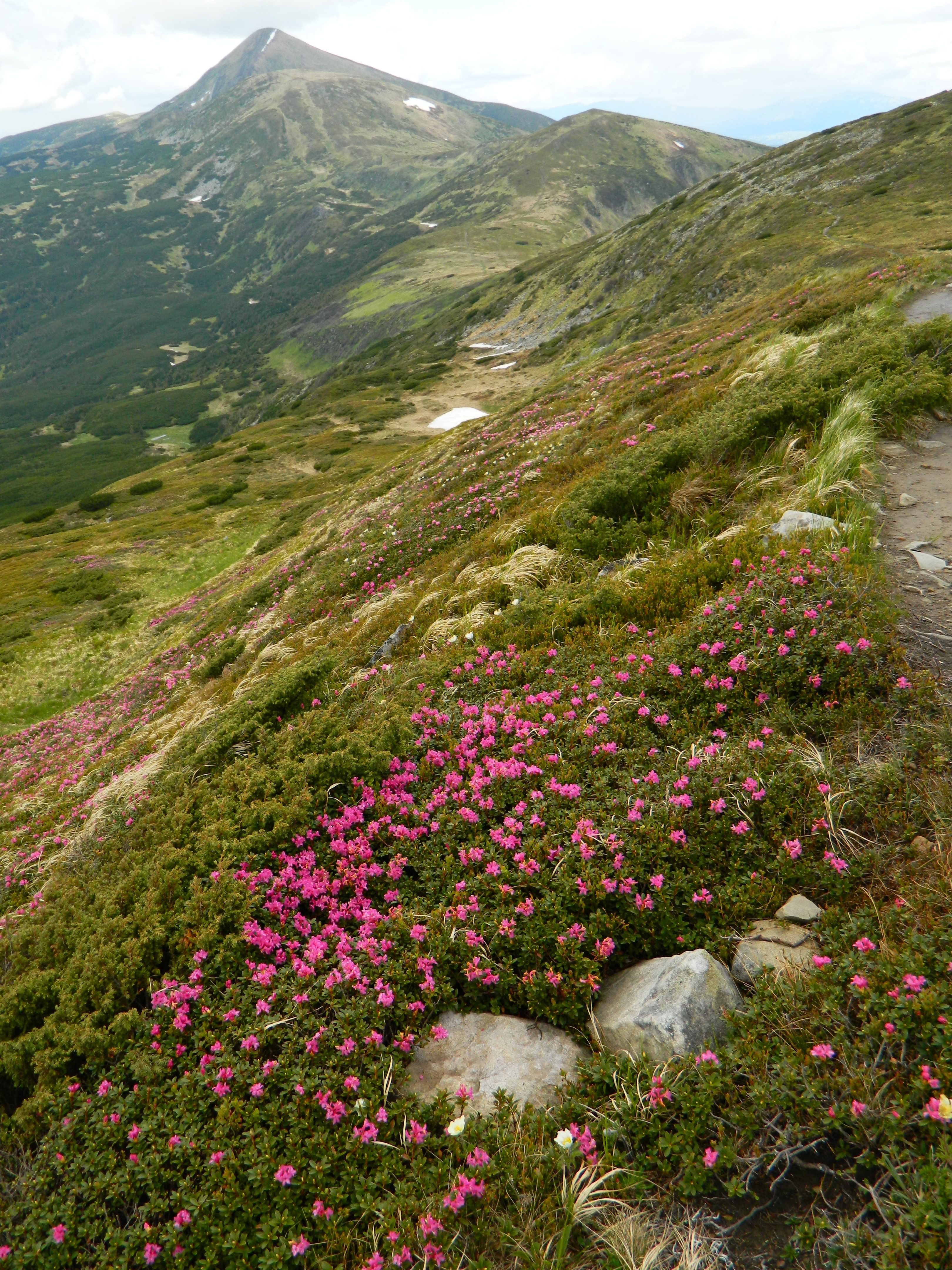
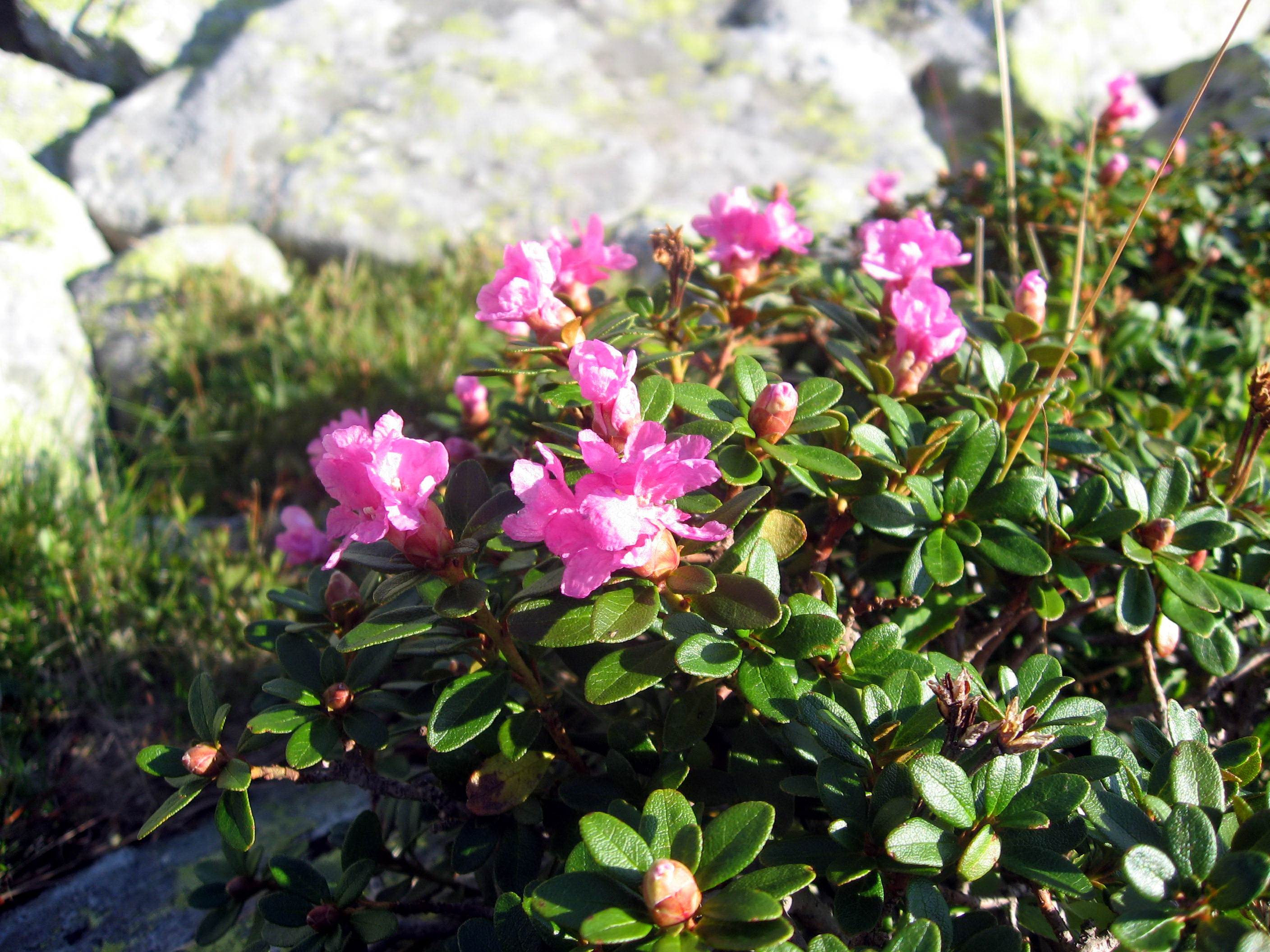
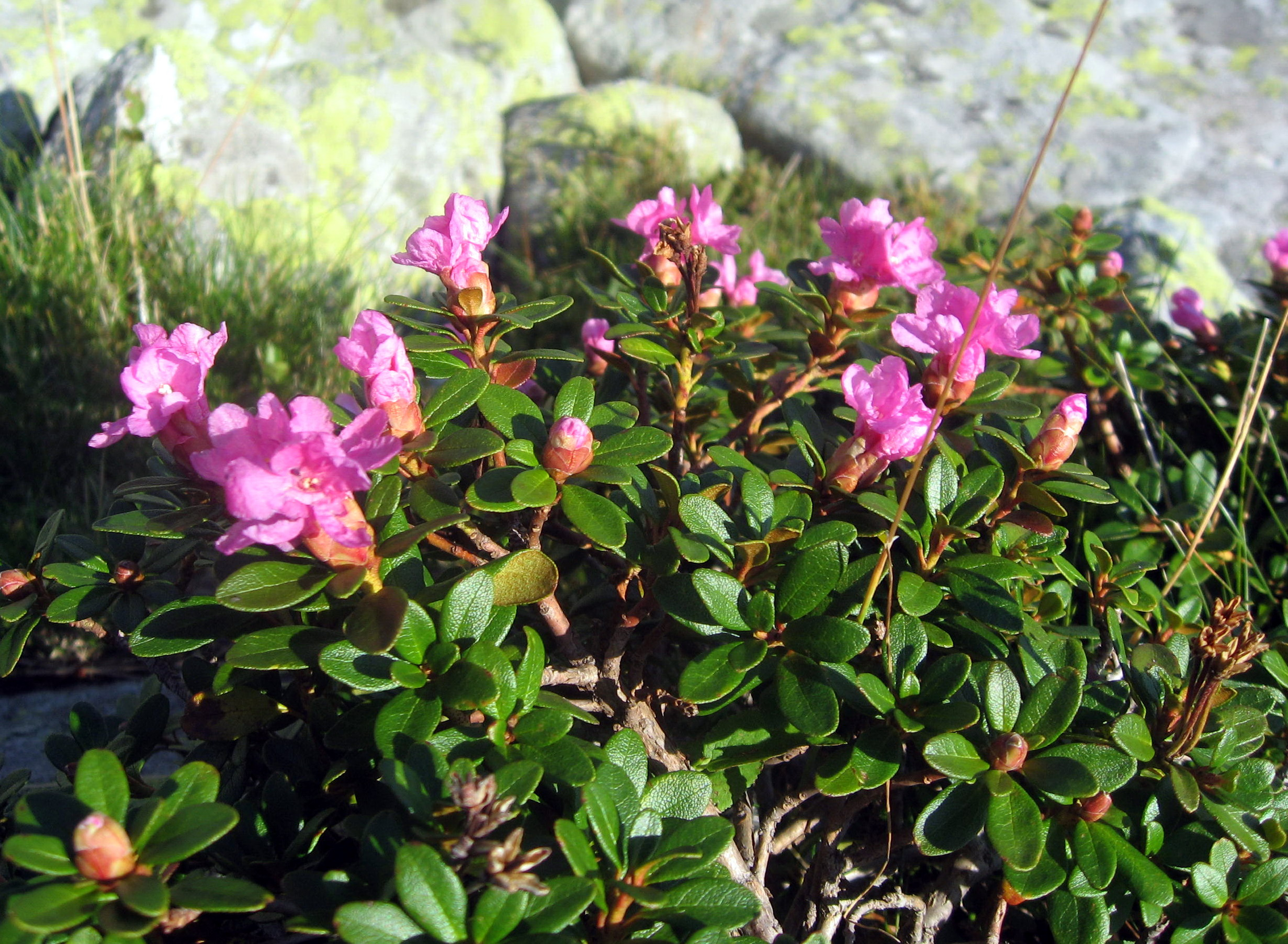